# First Over Germany
First Over Germany est un jeu vidéo de type wargame créer par John Gray et publié par Strategic Simulations en 1989 sur Apple II, Commodore 64 et IBM PC,. Le jeu simule, à l'échelle tactique, les opérations de bombardements aériens contre l’Allemagne pendant la Seconde Guerre mondiale. Le jeu fait suite à B-24, également développé par John Gray et publié par Strategic Simulations en 1987,. Il couvre les missions du 306th Flying Training Group, de l'entrainement aux opérations de bombardements. Le joueur pilote l'un des Boeing B-17 Flying Fortress du groupe, principalement au joystick mais aussi avec le clavier pour certaines commandes comme celle d'allumage du moteur, la rentrée ou la sortie du train d’atterrissage ou l'ouverture et la fermeture du compartiment des bombes,. Au début du jeu, le joueur peut d'abord sélectionner son équipage avant d'effectuer huit missions d'entrainement, au cours desquelles il se voit transférer à la base de Thurleigh, en Angleterre. Une fois sur place, il se voit confier sa première missions de bombardement, contre une usine de Lille. Il enchaine ensuite les 25 missions du jeu qui propose notamment de bombarder des usines, des ports ou des chantiers navals.

## Accueil
| Stellar Crusade       |      |        |
| Média                 | Nat. | Notes  |
| ACE                   | RU   | 72.5 % |
| Computer Gaming World | US   | 2/5    |